# Уссама Дарражі
Уссама Дарражі (араб. أسامة الدراجي, нар. 3 квітня 1987, м. Туніс) — туніський футболіст, півзахисник клубу «Сьйон».

## Клубна кар'єра
Народився 3 квітня 1987 року в місті Туніс. Вихованець футбольної школи клубу «Есперанс». Дорослу футбольну кар'єру розпочав 2007 року в основній команді того ж клубу, в якій провів п'ять сезонів, взявши участь у 105 матчах чемпіонату. Більшість часу, проведеного у складі «Есперанса», був основним гравцем команди. У складі «Есперанса» був одним з головних бомбардирів команди, маючи середню результативність на рівні 0,4 голу за гру першості.
До складу швейцарського «Сьйона» приєднався 2012 року. Наразі встиг відіграти за команду зі Сьйона 30 матчів в національному чемпіонаті.

## Виступи за збірну
2009 року дебютував в офіційних матчах у складі національної збірної Тунісу. Наразі провів у формі головної команди країни 41 матч, забивши 8 голів.
У складі збірної був учасником Кубка африканських націй 2010 року в Анголі, Кубка африканських націй 2012 року у Габоні та Екваторіальній Гвінеї, а також Кубка африканських націй 2013 року у ПАР.

## Титули і досягнення
- Переможець Чемпіонату африканських націй: 2011